# 湯のまち放浪記
『湯のまち放浪記』（ゆのまちほうろうき）はBS-TBSで2013年4月9日にスタートした紀行番組。
レギュラー放送は2014年9月29日で終了した。

## 概要
清水國明と美人カメラマン（男性の場合も有り／後述）が日本各地の温泉を巡る。番組ホームページには、清水と同行した前述のカメラマンが各地で撮った写真を紹介する、『湯のまち写真館』のコーナーも有る。

## 出演者
温泉バガボンド
- 清水國明

湯のまちパートナー（写真家）
- 黒澤めぐみ
- 山崎エリナ
- 矢野直美
- moo
- 山本まりこ
- 酒井敏也

ナレーター
- 鶴岡聡

## エンディングテーマ
「この素晴らしき世界」
- 歌：ルイ・アームストロング

## スタッフ
- 広報：名塚豊（BS-TBS）
- 構成：加藤了嗣
- 撮影：柳ヶ瀬善夫、新垣直哉
- VE：小笹直樹、白川淳
- EED：西村健（SALMIX）、市村美帆（SALMIX）
- MA：小牧修二（SALMIX）、東主税（SALMIX）
- 音響効果：花岡英夫
- スチール：矢野直美、MOO
- デスク：野手麻美子
- AP：門間さやか
- 演出：近藤泰教、牧島元章
- プロデューサー：高安恵司（BS-TBS）、湯浅健司、荒外史
- 制作協力：STEELO
- 制作著作：BS-TBS